# Antipyretikum
Ein Antipyretikum ist ein fiebersenkender oder vor Fieber schützender Arzneistoff. Ein solcher Wirkstoff wird als antipyretisch bezeichnet. Meist wird es als Komponente von Analgetika verabreicht. Es hemmt die Prostaglandin-E2-Synthese im Hypothalamus. Dadurch kommt es zur erhöhten Wärmeabgabe durch Erweiterung der Hautgefäße und zu vermehrter Schweißsekretion, wodurch der Körper „entfiebert“ wird.
Fiebersenkend wirken vor allem:
- nichtsteroidale Antirheumatika wie Ibuprofen, Naproxen, Nimesulid und Ketoprofen (Arylpropionsäurederivate), Salizylsäureverbindungen wie Acetylsalicylsäure
- Paracetamol (Aminophenolderivate)
- Pyrazolonderivate wie Phenazon, Propyphenazon, Metamizol (in über 30 Ländern verboten wegen potenzieller (aber sehr selten vorkommender) Verursachung von Agranulozytose)
- Nabumeton (Arylessigsäurederivate)
- Chinin

Ein anderer, veralteter Begriff für Antipyretikum ist Febrifugum.